# Liébaut III de Bauffremont
Pour les articles homonymes, voir Maison de Bauffremont.
 Liébaud III de Bauffremont est né vers 1165 et est mort vers 1227, très certainement dans son château de Beaufremont et est inhumé dans le cloître de l'abbaye de Morimond.
Les Bauffremont apparaissent pour la première fois vers 1190, dans les personnes de Hugues et Liébaud III. Cousins des ducs de Bourgogne, après la chute de Jérusalem, ils accompagnent en 1190 leur comte Henri Ier de Bar, à la troisième croisade. Ils arrivent avant les autres croisés et participent au siège de Saint-Jean-d'Acre (1191). Liébaud III et son père empruntent de l’argent à Messine. Leurs noms et leurs armes figurent dans la première des salles des Croisades du château de Versailles. Leur cri de guerre : Dieu aide au premier chrétien montre qu’ils sont vraiment des chevaliers très chrétiens. Le baron, Liébaud III, est cité dans les chartes en 1202, 1203, 1218, 1226. De plus en plus, on voit dans les textes Liébaud III être témoin ou garant des comtes de Bar Thiébaut Ier (1190-1214) et Henri II (1214-1239), ce qui indique clairement qu’il est entré dans leur vassalité, bien qu’il ne leur rend pas hommage. En effet, Liébaud III jouit de droits régaliens (Chartes des empereurs Henri II, Frédéric Barberousse, etc.) et les seigneurs de Beaufremont, d'ancienne chevalerie, seraient assez puissants au XIIIe siècle pour déclarer la guerre aux ducs de Lorraine[réf. nécessaire].

## Biographie

### Le premier château des Bauffremont

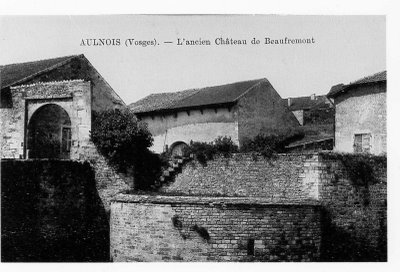
Ruines du château de Beaufremont au début du XIXe siècle.

La légende attribue l'origine du nom à Bowermund ou Vawrimont suivant les auteurs, chef des Burgondes ayant participé à la défaite des Huns en 427 après s'être fait baptiser et avoir pris comme devise : Dieu aide au premier Chrétien !. Il aurait par la suite, fondé une place forte sur une colline des Vosges à laquelle ses fils auraient donné son nom. Historiquement, en 1030, époque où vivent Eudes ou Odon de Bauffremont, point de départ actuel de la filiation ininterrompue de la Maison de Bauffremont le château existait depuis fort longtemps et avait un rayonnement considérable. Le château de Beaufremont est situé sur les terres du comte de Bar. C’est un château fort défendu par dix huit tours, deux enceintes, des fossés profonds. Les murs ont entre quatre et cinq mètres d'épaisseur. Cette citadelle féodale, située entre Neufchâteau et Domrémy-la-Pucelle d'une part, Contrexéville et Vittel d'autre part, est élevée en un lieu stratégique : sur une imposante colline dominant l'immense panorama du pays entre Meuse et Moselle.

### Sa famille
Odon ou Eudes, Liébaud et Hugues sont les plus anciens seigneurs de Beaufremont. Un diplôme de l'empereur Frédéric Barberousse, daté de Montbard, au royaume de Bourgogne, le 14 novembre 1157, nous fait connaître à la fois ces trois aïeux de ce Liébaud. Cette pièce importante nous révèle aussi la nature de la seigneurie de Beaufremont. Cette seigneurie est un fief héréditaire relevant directement du Saint-Empire romain germanique, et qui, dès le XIIe siècle, porte le titre de baronnie. Voici la traduction d'une copie de ce document :

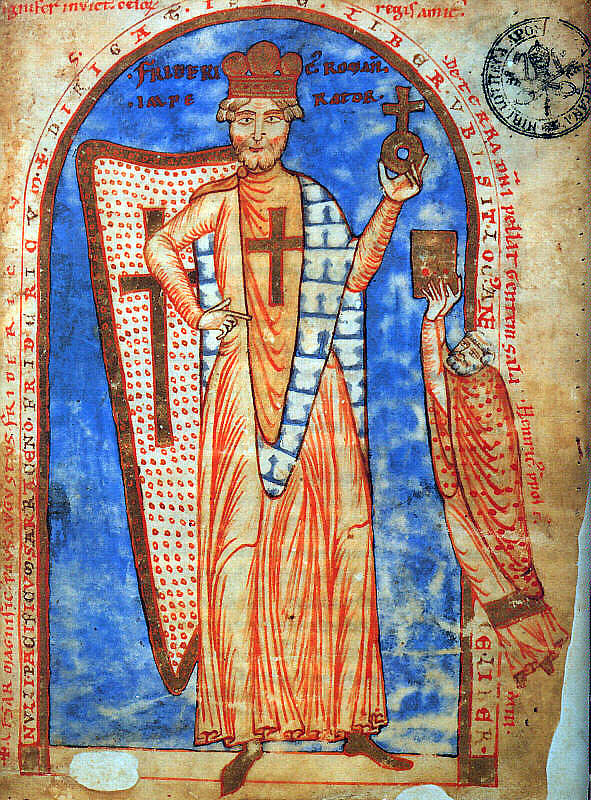
Barberousse habillé en croisé.

«  Nous Official de la cour de Toul, faisons connaître à ceux qui liront les présentes lettres que nous avons vu, lu mot par mot, et fait transcrire certaine pièce saine et entière, non viciée, non barrée, et exempte de tout soupçon, dont la teneur suit et est telle : Au nom de la sainte et une Trinité, Frédéric, par la faveur divine, empereur auguste des Romains. Il convient à la grandeur impériale non seulement de conserver inviolablement les belles actions de ses prédécesseurs, mais encore de les confirmer fortement par son autorité, afin qu'étant imitateurs de ces actes, nous participions à leur gloire. Sachent donc tant l'âge présent que la postérité future de tous les sujets fidèles de notre empire, que Libald de Baffrimont, sa femme Pétronille, fille du comte de Dagsbourg Les comtes de Dagsbourg descendaient, ainsi que les ducs de Lorraine, de la maison d'Alsace. et Hugues leur fils, pour arracher à des vexations nouvelles et injustes leur château de Baffrimont, nous ont présenté des immunités venant de l'empereur Henri II, de sainte mémoire, immunités dans lesquelles nous avons trouvé inséré que ledit Empereur avait toujours eu sous sa protection très complète, et sous privilège spécial, ce même château, par amitié pour son fidèle Eudes, maître dudit château. En conséquence, pour que le nouveau remède de notre secours pût guérir les vexations récentes qui tourmentent ledit château, entraîné par les prières desdits Libald de Baffrimont, Pétronille sa femme, et vaincu par les demandes de Béatrix, notre chère épouse et auguste Impératrice, » nous confirmons de notre autorité celle des premiers rois et empereurs, prenons sous notre protection impériale le susdit château avec toutes ses appartenances, confirmons et corroborons la liberté que notre heureux prédécesseur l'empereur Henri II a accordée au susdit Eudes. Nous décrétons donc et voulons à tout jamais qu'aucun duc ou comte, ou tout autre dignitaire, n'ait la hardiesse d'empiéter sur les lieux, champs, forêts, eaux ou toutes autres possessions du domaine dudit château de Bafrimont, pour exiger des redevances, et bâtir des maisons ou vexer des hommes de ce château, soit dans notre temps, soit dans les temps à venir, et entendons que tout ce qui a été transmis légalement soit observé dans la suite sans aucun changement ; nous voulons enfin qu'il soit libre audit Libald de Bafrimont de posséder le susdit château avec ses dépendances, en toute tranquillité sous notre protection. Et afin que cet ordre demeure sans être enfreint, soit de notre temps, soit pour l'avenir, avec la volonté de Dieu, nous l'avons confirmé ci-dessous de notre main même et y avons fait apposer l'impression de notre sceau. Voulant que si quelqu'un se permettait jamais de transgresser ce privilège et notre statut, il fut mis au ban impérial, et payât cent livres d'or très-pur, moitié à notre chambre et moitié audit Libald. Nous avons fait aussi mentionner ci-dessous les témoins en présence de qui ces choses ont été convenues, et dont voici les noms : Humbert, archevêque de Besançon ; Héberard, archidiacre; Mathieu Ier, duc de Lorraine ; Bertolf, duc de Zeringen ; Zobald, duc de Bohème; Udalric, comte de Lenzburg en Argeu ; et Hugues, comte de Dagsbourg. — (Seing de Frédéric, empereur très invincible des Romains.) Moi Raymond chancelier, à la place d'Étienne, archevêque et archichancelier de Vienne, ai vérifié cet acte. Donné à Montbard, l'Indiction cinquième, l'an de l'Incarnation du Seigneur mil cent cinquante sept, sous le règne de Frédéric, très glorieux empereur des Romains, la sixième année de son règne et la troisième de son empire.» Passé heureusement en Christ, le dix-huitième jour avant les calendes de décembre au royaume de Bourgogne. Ainsi-soit-il. Et nous, Official susdit, avons jugé devoir apposer le sceau de notre dite cour à cette présente copie prise de l'original, à la prière et requête du noble homme Hugues, guerrier et seigneur de Beffromont, pour attester ce que nous avons vu. Fait le treizième jour avant les calendes de juillet, l'an du Seigneur mil trois cent soixante.  »

### Son père

Blason des Brixey, la famille de sa mère qui est dame de Bourlémont.

Ce diplôme date de 1160. Hugues II, son père a donc 16 ans quand les droits de sa famille sont confirmés. Mais déjà la haute extraction de son grand-père lui avait permis de s'allier avec la puissante maison de Dagsbourg, tige de la famille ducale de Lorraine.
Hugues son père, hérite du château de Beaufremont et de ses dépendances : des terres, des forêts, des eaux, assurément les étangs dont les chaussées existent encore et une partie du cours des ruisseaux du Bani et de l'Anger, et même certains lieux, peut-être déjà les territoires environnants de Lemmecourt, Landaville, Gendreville, Médonville et Malaincourt. Hugues est repéré dans une vingtaine d’actes entre 1144 et 1190. Il s’agit essentiellement de chartes dans lesquelles Hugues est présent comme témoin, émanant des évêques de Toul Henri de Lorraine (mort en 1165) et Pierre de Brixey (1168-1191), de l’évêque de Langres Gauthier de Bourgogne (1163-1179), du duc Simon II de Lorraine (1176-1205) et du comte Henri Ier de Bar (1170-1190). La plupart de ces actes concernent des donations aux grands établissements ecclésiastiques de la région (abbayes de Chaumousey, de Morimond, de l’Etanche, de La Crête et de Mureau, prieuré de Châtenois), certaines de ces donations émanant d’Hugues lui-même ou de ses frères et sœurs. On a là une idée du réseau qu’est alors en train d’intégrer Hugues (pour la première fois appelé seigneur de Beaufremont en 1180), celui des grands seigneurs laïcs et ecclésiastiques du Bassigny champenois et lorrain.
Son père est un chevalier qui ne va pas hésiter partir à la croisade à l’âge de 45 ans, mais c’est aussi un homme très pieux. Liébaud III va être élevé dans le respect profond de ses valeurs. Quand on se figure découvrir à Cologne les tombeaux de Sainte Ursule et de ses compagnes. Deux de ces corps saints sont donnés aux religieux de l'abbaye de Morimond. Deux religieux et deux frères convers sont chargés de transporter les corps de ces saintes. La marche à travers l'Alsace et la pieuse Lorraine est un triomphe continuel. L'enthousiasme est à son comble lorsque l'on voit les sires de Beaufremont, de Vaudérnont, de Choiseul et de Clémont recevoir sur leurs épaules les corps glorifiés, et les porter jusqu'à l'abbaye, dans le lieu qui avait été préparé pour les exposer à la vénération publique. Après l'office, on ouvrit le reliquaire, et on distribua des reliques à plus de deux cents paroisses qui s'étaient rendues de loin à cette touchante cérémonie. On renferma le reste dans une châsse d'argent ornée de pierreries, offerte par les barons, et qui est déposée dans la chapelle sainte Ursule du monastère.
Le duc de Lorraine Mathieu Ier fait sa demeure habituelle à Châtenois, et plusieurs familles distinguées résident dans les châteaux du voisinage. Hugues II de Baufremont, rentré dans son manoir féodal, était donc loin de s'y trouver isolé de la haute société. Il ne peut même manquer d'avoir de fréquentes relations avec le prince, car ils sont parents à un degré peu éloigné, ayant l'un et l'autre pour aïeux les comtes de Dagsbourg. Nous avons la preuve de ces relations avec la cour ducale dans l'acte d'une donation de dix jours de vignes au prieuré de Châtenois, faite au moment du décès de Mathieu Ier, en 1176, par Berthe, épouse de ce duc, et par Simon II de Lorraine, leur fils. Hugues de Beaufremont, appelé à être témoin de cette donation, est nommé en cette qualité dans l'acte avec les abbés et quelques-uns des principaux seigneurs de la contrée.
Hugues II, son père, obtient de l'empereur Frédéric Barberousse un diplôme du 18 des calendes d'octobre 1168, portant confirmation du droit de faire battre monnaie dans son château de Beaufremont, droit que les prédécesseurs de Hugues II lui ont transmis.
Il est fait mention d'Albert, comte de Dagsbourg et de Hugues de Bauffremont dans une donation faite, en 1176, au prieuré de Chastenoy, par la duchesse Berthe et Simon, son fils, duc de Lorraine. Henri, duc de Bar, promet, par charte du 3 des calendes de janvier 1182, de ne point accroître sou domaine au préjudice de celui de Hugues, sire de Bauffremont.
La mère de Liébaud III, Hawide de Brixey, dame de Bourlémont, est une nièce de l’évêque évêque de Toul, Pierre de Brixey (1168-1191),

### Croisé (1190)

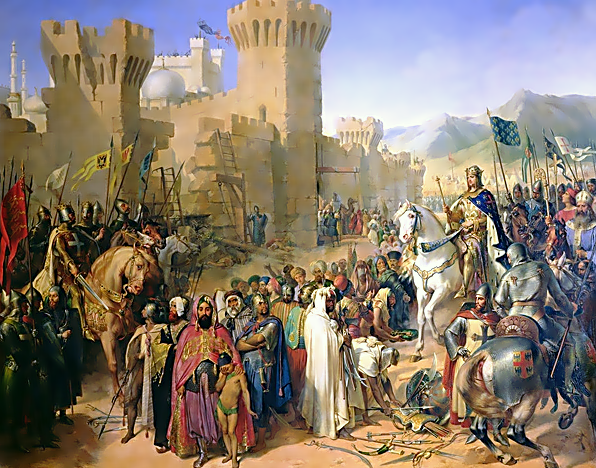
Siège de Saint-Jean-d'Acre (1191).

Le comte Henri Ier de Bar après la chute de Jérusalem (1187), s'engage dans le troisième croisade. Voulant aussi assurer à leurs âmes les secours de saintes prières, les chevaliers et barons font aux monastères des donations nombreuses. Hugues de Vaudémont, son fils et plusieurs autres seigneurs, sur le point de partir pour la Terre sainte, cèdent des portions plus ou moins considérables de leurs fiefs à l'abbaye de Morimond et à d'autres monastères Hugues de Beaufremont sur le point de s'embarquer pour la terre sainte, cède des portions plus ou moins considérables de ses fiefs Histoire de l'abbaye de Morimond: diocèse de Langres, 4e fille de citeaux qui comptait dans sa filiation environ 700 monastères des Deux Sexes avec les principaux ordres militaires d'Espagne et de Portugal, ouvrage où l'on compare les merveilles de l'association cénobitique aux utopies ..., Par Louis Dubois, Édition: 2, Publié par Loireau-Feuchot, 1852, p. 109.. Le titre qui suit que Hugues de Beaufremont, avant son départ pour la croisade, cède, comme les autres seigneurs qui partent avec lui, quelques-uns de ses droits, ou certaines possessions, aux monastères établis dans le voisinage de sa demeure. Liébaud III respecte les décisions de son père :
«  Je Liébaud, seigneur de Befromont, fais savoir à tous que la nomination du prêtre de l'église de Gendreville, concédée autrefois à titre d'aumône à l'.abbaye de l'Étanche par mon père et prédécesseur Hugues, quand il jouissait de tous ses droits, a été confirmée en faveur de la même église de l'Étanche, sous mon propre seing. Fait l'an du Seigneur mil deux cent sept.  »
Henri Ier de Bar et ses vassaux partent au milieu de l'an 1189, avant les rois de France et d'Angleterre. Un acte sur parchemin, daté du mois de décembre 1190, à Messine scellé du sceau équestre en cire jaune de Henri, comte de Bar, porte que ce seigneur se constitue garant et principal débiteur envers des marchands de Gênes et de Messine, pour diverses sommes empruntées par des chevaliers qui marchent avec lui à la croisade, savoir : Hugues et Liébaut de Bauffrremont, Renaud de Choiseul, Dreux de Nettancourt, Hugues et Renaud de la Guiche, Pierre de Frolois, Gilles de Raigecourt, Philippe de Conflans, Hugues de Risce, Henri de Cherisey, Geoffroy de Longueville, Ulric de Dompierre, Henri Bekars, Guillaume de Beauvoir, Hugues de Clairon, Hugues de Foudras, Renaud de Creissac, Jean de Fellens, Etienne de Franc et Renaud de Moustier.
Ils débarquent en Terre sainte, où ils rejoignent les chevaliers en train d'assiéger Acre. Le 4 octobre 1190, le comte est gravement blessé au cours d'un engagement contre les forces de Saladin et meurt de ses blessures dix à quinze jours plus tard. Après deux années de revers et de malheurs, les croisés barrois reviennent en Europe, mais les armées dont ils faisaient partie sont presque totalement anéanties. Hugues de Bauffremont est mort en 1090 pour certains et avant 1096 pour les autres, il est peut-être mort à la croisade ou en en revenant.

### Une seigneurie entre Barrois, Lorraine et Bourgogne (1190-1415)
Sur la fin du XIIe siècle, Liébaud III, seigneur de Beaufremont, fait à l'abbaye Notre-Dame de Mureau une donation importante de biens qu'il possède à Orquevaux (Haute-Marne) et en plusieurs autres localités. Le titre de cette donation conservé dans le cartulaire de l'abbaye nous fait connaître que la mère et l'épouse de ce seigneur se nommaient Havyde ou Helvide; qu'il eut deux frères, Huard et Milon, et trois sœurs, Agnès, Havyde et Hersende, dont l'une est mariée à Philippe de Tilleul et l'autre à Thierry de Louvence. Voici d'ailleurs la traduction de ce titre:
«  Le seigneur de Beaufremont confère à l'abbaye de Mureau les vignes de Savane, le moulin de Longort et l'usufruit des bois et pâturages, avec Une partie dut moulin d'Orrjucratix.  »
En 1203, Liébaud III de Beaufremont est témoin d'une donation faite par le comte Thiébaut Ier de Bar. Nous retrouvons ce même seigneur dans la circonstance suivante qui témoigne de la haute considération dont il jouit. Liébaud, confirme la donation faite à l'abbaye de Morimond, par son père Hugues, de la pension que le curé tire de l'église faisant partie des fiefs de son père, en 1207. La même année, il est témoin de la charte d’affranchissement de Saint-Thiébaut-sous-Bourmont par Thiébaut Ier.
Malgré le grand mouvement religieux imprimé à la civilisation par les croisades, les guerres privées ne sont pas devenues tellement rares entre les possesseurs de fiefs et même entre les simples chevaliers, qu'on n'en voit encore de temps à autre des exemples. C’est sans doute à la suite de l'une de ces guerres que Milon de Beaufremont, frère de Liébaud III, donne vers 1210, à l’abbaye Saint-Evre de Toul (Toul), en perpétuelle possession, tout ce qu'il possède à Trondes. Il fait ce don en réparation des dommages causés par lui à Médonville et pour qu'à l'avenir, on ne puisse reprocher ces dommages à son frère Liébaud, ni à ses autres héritiers.

### La fin de sa vie

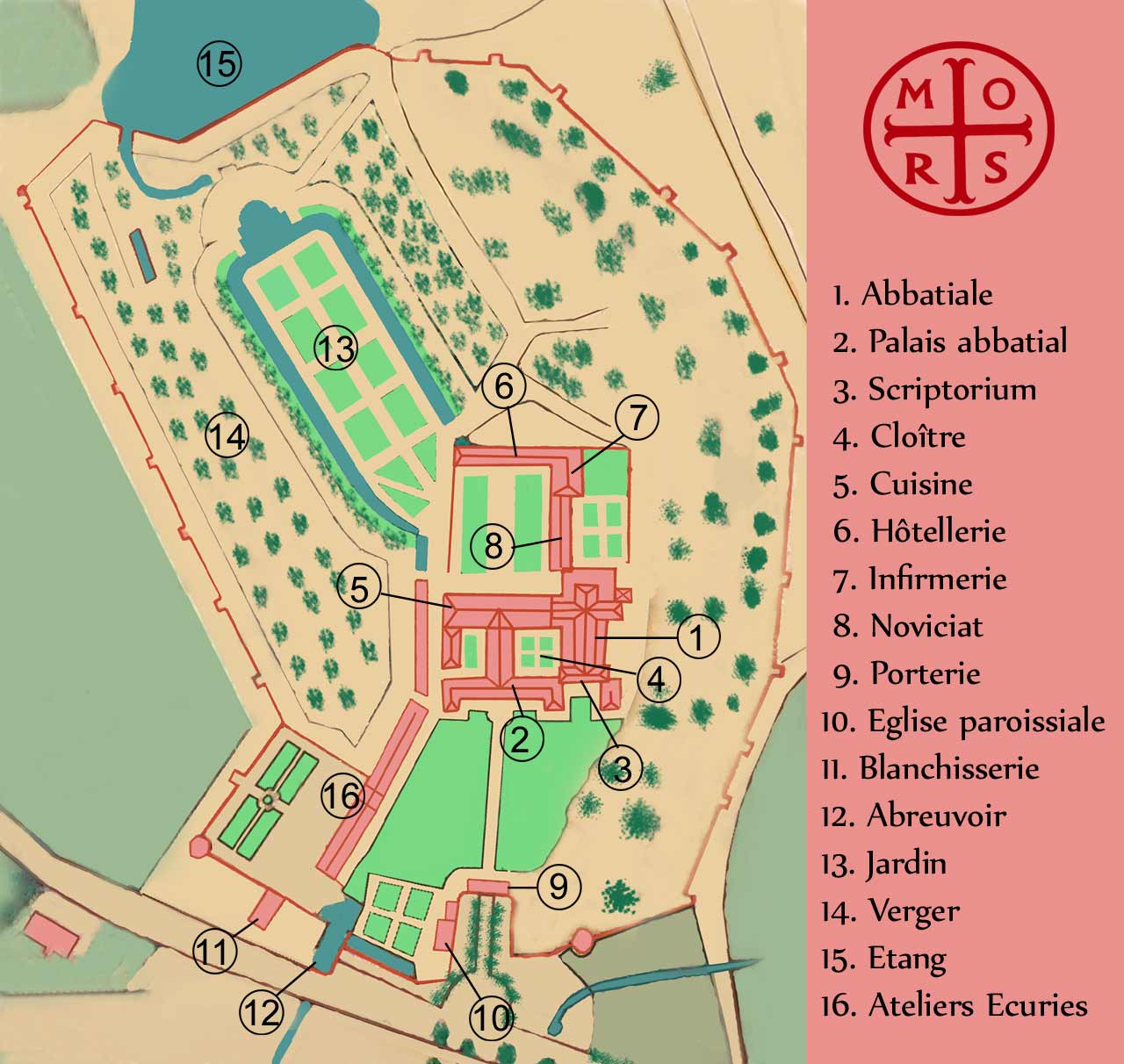
Plan de l'abbaye de Morimond, où sont inhumés plusieurs des premiers Beaufremont et qui reçoit des dons régulièrement des membres de cette famille.

Au mois de novembre 1214, le duc Thiébaud Ier de Lorraine fait sa paix avec son oncle le comte Henri II de Bar. Les seigneurs feudataires du duc et du comte promettent de garder les articles de cette paix. Liébaud de Beaufremont, quelques grands seigneurs et Thiébaud Ier de Lorraine et sa mère, Agnès de Bar, scellent ces lettres le 13 novembre 1214. En 1226, Guyard de Reynel donne à Liébaut de Beaufremont ce qu'il possède à Dainville.
À partir de cette date, nous ne savons plus rien de ce seigneur. Liébaud III de Bauffremont meurt certainement peu après, et il est enterré dans le cloître de l'abbaye de Morimond. Au Moyen Âge, l'église de cette abbaye est en quelque sorte pavée de pierres sépulcrales armoriées, à demi-usées sous les pas des religieux. Là gisent de hauts et puissants seigneurs de Choiseul, d'Aigremont, de Bourbonne, de Vaudémont, de Beaufremont, de Grancey, de Tréchâteau, etc., revêtus, jusque dans les bras du trépas, de leurs plus beaux habits de fête : du sayon, de la pelisse fourrée, de la toque ornée de plumages, de l'écu, du collier, du bracelet, etc., ayant les mains jointes comme pour solliciter la pitié des moines et implorer leurs prières. Sur l'une de ces tombes, dans la crypte on lit :
« Cy gist Liebaux, sire de Boufromont, et sa femme Isabelle, et Isabes leur fille, dame d'Aigrement. Dieu leur face mercy, Amen »

### Mariages et descendances

Blason des Vaudémont.

Blason des Vergy.

Liébaud III de Bauffremont se marie avec :
- Hadvige de Vaudémont, fille de Gérard II de Vaudémont, et de Gertrude de Joinville, fille de Geoffroy III de Joinville. Elle est née vers 1160 et morte avant 1202. Ils ont deux enfants qui meurent jeunes :
  - Pierre, mort en 1202
  - Wiard.

Liébaud III de Bauffremont se remarie avec :
- Isabelle de Reynel, fille de Wiard, seigneur de Reynel, et d’Ermangarde de Brienne, fille d’Érard II de Brienne, mort au siège de Saint-Jean-d'Acre (1191). Ils ont six enfants :
  - Pierre de Bauffremont dont on sait peu de choses. Né vers 1205-1210, il doit lui succéder entre 1226 et 1230, et meurt entre 1241 et 1255. C’est sa veuve Agnès de Vergy qui dirige ensuite la seigneurie, en attendant que l’aîné Liébaud IV (pas de link?) ait atteint l’âge d’en prendre possession. Durant cette période de « régence », Agnès, issue d’une grande famille d’officiers bourguignons (son frère Henri Ier de Vergy est alors sénéchal de Bourgogne) se remarie avec le comte de Ferrette, noble franc-comtois, ce qui témoigne de l’attractivité bourguignonne qui ne va aller qu’en s’affirmant.
  - Huard, mort en 1255,
  - Hugues,
  - Jean, mort après 1308,
  - Elisabeth (1213-1245), mariée à Renier d’Aigremont,
  - Gaucher, religieux à Toul.